# Henry Spira
Henry Spira (19 juni 1927 – 12 september 1998) was een Belgisch-Amerikaanse dierenrechtenactivist. Hij wordt beschouwd als een van de meest succesvolle voorvechters van dierenrechten van de 20ste eeuw.
In 1974 richtte Spira Animal Rights International op. Spira is met name bekend om zijn succesvolle campagne uit 1976 tegen dierproeven in het American Museum of Natural History, waar op katten werd geëxperimenteerd, en voor zijn paginagrote advertentie in 1980 in The New York Times waarop een konijn te zien was met een pleister over de ogen, met het onderschrift: "How many rabbits does Revlon blind for beauty's sake?" (nl: "Hoeveel konijnen maakt Revlon blind omwille van schoonheid?")

## Achtergrond

### Vroege leven
Spira is geboren in Antwerpen als kind van Maurice Spira en Margit Spitzer Spira. Maurice en zijn vader werkten in de diamanthandel en de vader van zijn moeder was opperrabbijn van Hamburg. De familie had het financieel goed voor elkaar: Henry had een oppas en was opgeleid op een Franstalige lycée. Toen hij tien was ging zijn vader naar Panama en verhuisde de rest van het gezin naar Duitsland om bij de familie van Margit te leven. Spira werd lid van een Joodse jeugdgroep en begon Hebreeuws te leren.:1–17
Zijn vader haalde hen op in 1938; hij had een winkel met goedkope kleding en sieraden geopend, met name voor zeelieden, en Duitsland werd een steeds minder veilige plek voor Joden. Henry werd naar een Rooms-Katholieke school gestuurd, gerund door nonnen, waar de lessen in het Spaans werden gegeven, tot zijn vader's geld op was en hij zich de kosten niet meer kon veroorloven. Het jaar daarop werkte hij in zijn vaders' winkel.:1–17

### New York en Hashomer Hatzair
In december 1940, toen hij dertien was, zette de familie koers naar New York via Havana op de SS Copiapo. Zijn vader werkte in de diamantindustrie, en ze huurden een appartement op West 104th Street. Henry werd naar de openbare school gestuurd. Hij ging door met het leren van Hebreeuws, waarvoor hij zelf betaalde door middel van vakantiewerk, had zijn Bar Mitswa ceremonie en droeg een keppel.
In 1943, toen hij op de Stuyvesant High School zat, raakte hij betrokken bij Hashomer Hatzair, een linkse, niet-religieuze zionistische groep die jonge Joden hielp voorbereiden om op kibboetsen in Palestina te leven. Er waren zomerkampen, waar ze boerderijwerk werd geleerd, veel werd gewandeld, en waar ze lessen kregen over de gelijkheid van man en vrouw. Peter Singer schrijft dat het antimaterialisme en onafhankelijkheid van de geest die Spira leerde in zijn tijd met Hashomer Hatzair hem de rest van zijn leven bijbleef. Hij besloot uit huis te gaan toen hij zestien was, nam huisvesting en een middagbaan in een machinewerkplaats en ging in de ochtenden naar school.

### Koopvaardijvloot en het leven in het leger
In 1944 werd Spira aanhanger van de Socialist Workers Party (SWP). Met mede-activist John Zwart wierf hij High School studenten uit New York voor de SWP. Hij werd in 1945 een verkopende zeeman, aansluitend bij andere trotskisten die actief waren in de Nationale Maritieme Unie (NMU).
Toen de communistische en links georiënteerde vakbondsleden en -leiders tijdens het McCarthy-tijdperk werden verwijderd van de MNU werd hij op een zwarte lijst gezet als 'gevaar voor de veiligheid'. In maart 1952 kreeg hij te horen dat zijn aanwezigheid op een Amerikaans koopvaardijschip 'nadelig voor de veiligheid van de Amerikaanse regering' was. Later vertelde hij tegen Peter Singer: "Ik dacht dat het onderdeel van het spel was: strijd tegen het systeem en ze nemen wraak op je.":1–17
Hij werd opgeroepen voor het Amerikaanse leger en diende in Berlijn in 1953-1954, waar hem werd toegewezen wekelijks honderden troepen toe te spreken over het nieuws en actuele zaken.:14 Na twee jaar in het leger werkte hij bij de General Motors fabriek in Linden, New Jersey op de assemblagelijn.:1–17 Tijdens het werken bij de GM zei Spira dat hij de kracht heeft gezien die individuen kunnen uitoefenen wanneer ze onafhankelijk van een organisatie handelen.:17

## Activisme

### Journalistiek en mensenrechtenactivisme
Gedurende de jaren 50 en 60 schreef Spira voor de nieuwsbrief van de SWP, The Militant, en andere linkse en alternatieve publicaties, vaak onder de naam Henry Gitano. Hij schreef over een United Auto Workers staking in New Castle (Indiana) in 1955, waarbij stakers gewond raakten en de krijgswet werd uitgeroepen. Ook schreef hij uitgebreid over de burgerrechtenbeweging in Montgomery (Alabama) en Tallahassee (Florida) in 1956, tijdens de busboycot, en over het grotere gevecht tegen segregatie en voor stemrecht tijdens de jaren 60. Hij stond bekend om het rechtstreeks praten met mensen die betrokken waren bij strijd en het vertellen van hun verhalen, en voor het maken van verbindingen tussen de arbeids- en burgerrechtenbeweging.:18–19
In 1958/1959 publiceerde The Militant een reeks artikelen die hij schreef over het machtsmisbruik van de FBI onder leiding van J. Edgar Hoover. Singer stelt dat de bredere impact van de reeks buiten de smalle doelgroep van de socialistische krant Spira een les leerde: dat "zorgvuldig onderzoek vaak interne tegenstellingen in wat een grote organisatie zegt en doet naar boven kan brengen.".:26
Spira reisde in 1958 naar Cuba, kort nadat Fidel Castro en zijn volgelingen Fulgencio Batista hadden verdreven, en schreef over de veranderingen waar hij getuige van was, die "een uiting waren van de spannende beginjaren van de revolutie, voor de Amerikaanse vijandigheid Castro in de armen van de Sovjet-Unie had geleid en hem leidden tot het onderdrukken van de oppositie.":27 Spira was de eerste Amerikaanse journalist die naar Cuba reisde en Castro interviewde na de revolutie. Zijn schrijven leidde ertoe dat de SWP en andere linksen de Fair Play for Cuba Committee vormden, die Amerikanen over Cuba informeerde en een Amerikaanse invasie voorkwam. Twee weken voor de Invasie in de Varkensbaai waarschuwde Spira voor voorbereidingen waarbij de CIA coördineerde met Cubaanse verbanden.:28–29
Spira was ook betrokken bij het Committee for NMU Democracy in de vroege jaren 60, gedurende een tijd waarin andersdenkenden geconfronteerd werden met mishandeling en geweldsdreiging door aanhangers van vakbondspresident Joseph Curran. Spira schreef onthullingen over de manieren waarop Curran vakbondsleden 'afbrak', en inspireerde andersdenkenden en gewone medewerkers binnen de NMU en in andere vakbonden.:35–40
In 1958 studeerde hij af als volwassen student van Brooklyn College in New York en in 1966 begon hij met het geven van lessen Engelse literatuur aan studenten uit de getto's op een New Yorkse high school.

### Dierenrechtenactivisme
Spira vertelde The New York Times dat hij in 1973 voor het eerst geïnteresseerd raakte in dierenrechten, toen hij op Nina, de kat van een vriend, paste: "Ik begon na te denken over de gepastheid van het aaien van het ene dier terwijl in een ander dier een mes en vork worden gestoken."
Rond dezelfde tijd las hij een column van Irwin Silber in The Guardian, een links georiënteerde krant in New York, over een artikel op 5 april 1973 door de Australische filosoof Peter Singer in The New York Review of Books. Singers artikel was een recensie van Animals, Men and Morals (1971) door drie filosofen van Oxford: John Harris, Roslind en Stanley Godlovitch. Singer verklaarde het boek een manifest voor dierenbevrijding, daarmee deze term bedenkend.
Spira kreeg Singers artikel te pakken en voelde zich geïnspireerd: "Singer beschreef een wereld waarin meer dan 4 miljoen dieren jaarlijks worden vermoord, alleen al in de Verenigde Staten. Hun lijden is intens, wijdverspreid, uitbreidend, systematisch en sociaal toegestaan. En de slachtoffers kunnen zichzelf niet verdedigen. Ik voelde dat dierenbevrijding de logische uitbreiding was van waar mijn leven om draaide - identificeren met de machtelozen en de kwetsbaren, de slachtoffers, gedomineerd en onderdrukt."
In 1974 richtte hij Animal Rights International (ARI) op in een poging druk uit te oefenen op de bedrijven die dieren gebruikten. Het idee van 'terugkerend beschamen' wordt aan hem toegeschreven, wat inhoudt dat tegenstanders worden aangemoedigd te veranderen door met hen samen te werken - vaak privé - in plaats van ze openbaar te belasteren. Socioloog Lyle Munro schrijft dat Spira zich tot het uiterste inspande om geen publiciteit te gebruiken om bedrijven te belasteren en het alleen gebruikte als laatste redmiddel.
In 1976 leidde hij de campagne van ARI tegen vivisectie op katten dat het American Museum of Natural History twintig jaar lang uitvoerde, om de invloed van bepaalde typen van verminking op het seksleven van katten te onderzoeken. Het museum stopte met het onderzoek in 1977 en Spira's campagne werd geprezen als de eerste ooit die erin slaagde dierproeven te stoppen.
Een andere bekende campagne was gericht op cosmeticagigant Revlons gebruik van de Draize-test, waarbij stoffen in de ogen van dieren (meestal konijnen) worden gedruppeld om te bepalen of ze giftig zijn. Op 15 april 1980 plaatsten Spira en de ARI een advertentie die een volledige pagina besloeg in The New York Times, met de kop: "How many rabbits does Revlon blind for beauty's sake?" (nl: "hoeveel konijnen maakt Revlon blind omwille van schoonheid?"). Binnen een jaar had Revlon 750.000 dollar gedoneerd aan een fonds om alternatieven voor dierproeven te onderzoeken, gevolgd door aanzienlijke donaties van Avon, Bristol Meyers, Estée Lauder, Max Factor, Chanel en Mary Kay Cosmetics. Deze donaties leidden tot het oprichten van het Center for Alternatives to Animal Testing.
Andere campagnes richtten zich op het gezichtsbrandmerken van vee, de pluimvee-industrie en fastfoodgigant KFC, met een advertentie die een KFC emmer met een toilet weergaf. Spira nam een foto van een primaat die maandenlang vastgehouden werd in een stoel van het Bethesda Naval Hospital voor de Black Star Wire Service, en stuurde de foto de wereld rond. Het werd getoond aan Indira Gandhi, India's premier, wie het exporteren van apen naar de Verenigde Staten afzegde omdat de foto suggereerde dat de Amerikaanse marine een verdrag met India schond die het militaire onderzoek op dieren verbood.
Spira was een voorvechter van geleidelijke verandering, hij onderhandelde bijvoorbeeld met McDonald's voor betere omstandigheden in de slachthuizen van hun leveranciers. Hij bleek bijzonder bedreven in het bevorderen van de kracht van grotere dierenwelzijnsorganisaties, zoals de Humane Society of the United States, om zijn campagnes vooruit te helpen.
- Bibliothèque nationale de France: cb17756003v (data)
- Gemeinsame Normdatei: 121222888
- International Standard Name Identifier: 0000 0000 7862 5562
- Library of Congress Control Number: n98018277
- Nationale Bibliotheek van Tsjechië: jo2017971277
- Nationale Bibliotheek van Israël: 987007285806405171
- Nederlandse Thesaurus van Auteursnamen: 190089911
- SNAC: w6dz3d60
- Système universitaire de documentation: 080260764
- Virtual International Authority File: 32847379
- WorldCat: E39PBJcwGfp63CdrddFH8bbw4q